# Cryptogonium phyllogonioides
Cryptogonium phyllogonioides är en bladmossart som beskrevs av Isoviita 1986. Cryptogonium phyllogonioides ingår i släktet Cryptogonium och familjen Pterobryaceae. Inga underarter finns listade i Catalogue of Life.